# Jorge López Moreira
Jorge López Moreira (n. Pelotas, Río Grande del Sur, Brasil; 30 de julio de 1834 - f. San Bernardino (Paraguay); 22 de agosto de 1917) fue un contador, administrador y docente brasileño que tras la muerte de su primera esposa emigró al Paraguay, donde luego de la Guerra de la Triple Alianza, adoptó a ese país como su nueva patria, ayudando activamente en su reconstrucción y formando una prolífica y destacada familia en la sociedad paraguaya.

## Reseña biográfica
Habiendo nacido en Pelotas, Río Grande del Sur, Brasil, y siendo descendiente de portugueses provenientes de Oporto, Portugal, inició sus estudios en su ciudad natal y luego se trasladó a Porto Alegre y Río de Janeiro para recibirse de Contador Matriculado.
Ya casado y posicionado como un destacado profesional en Río de Janeiro, repentinamente queda viudo, y ante tal situación decide aceptar un pedido del emperador Pedro II de Brasil, para trabajar al servicio del ejército brasileño en plena Guerra de la Triple Alianza contra el Paraguay.
Su papel en el ejército fue eminentemente administrativo, jamás combatió en el frende de batalla, y su trabajo se circunscribió a llevar la contabilidad y el pago de salarios.
Luego de la nefasta guerra, fue nombrado vicecónsul del Brasil y tuvo un papel decisivo en la reconstrucción del Paraguay de la posguerra. Tiempo después se instaló en Villarrica, Paraguay, donde conoció a Ruperta Dávalos Inchausti, y se casó con ella. Siendo ese el inicio de la rama paraguaya de su apellido.  
La familia Dávalos Inchausti era una importante familia paraguaya, y rechazó en dos oportunidades la proposición matrimonial de Don Jorge por sus obvios orígenes en plena posguerra.
Jorge López Moreira inicia de este modo una cruzada personal en pos de la reconstrucción del país que acababa de adoptar, convirtiéndose en Fundador de la Escuela de Comercio del Paraguay junto con Christian Heisecke, cofundador del Ateneo Paraguayo y colaborador en la fundación de la Asociación Nacional Republicana (Partido Colorado).
Fue además un muy alto exponente de la masonería paraguaya y padre de Guillermo López Moreira (contador, administrador y docente), Eduardo López Moreira (médico, político y senador de la Nación), y de otros hijos destacados en la sociedad paraguaya de principios del siglo XX.
Vivió sus últimos años en la Colonia Suizo Alemana de San Bernardino, donde falleció el 22 de agosto de 1917.